# Wesley Crusher
Wesley Robert Crusher je fiktivní postava v televizním sci-fi seriálu Star Trek: Nová generace. Objevil se také v seriálu Star Trek: Picard
Wesley Crusher je nadaný syn nadporučíka Jacka Crushera a doktorky Beverly Crusherové. Jeho slibnou kariéru u Hvězdné flotily přerušilo setkání s transdimenziální bytostí z planety Tau Alfa přezdívanou Cestovatel, se kterým se v roce 2370 vydal objevovat galaxii. V roce 2379 se ale vrátil k Flotile a sloužil na lodi USS Titan pod velením kapitána Rikera. Později se opět připojil k Cestovatelům.